# Lycaena chamanica
Lycaena chamanica är en fjärilsart som beskrevs av Moore 1884. Lycaena chamanica ingår i släktet Lycaena och familjen juvelvingar. Inga underarter finns listade i Catalogue of Life.